# 外人部隊 (1934年の映画)
『外人部隊』（がいじんぶたい、フランス語原題: Le Grand Jeu）は、1934年に製作・公開されたジャック・フェデー監督のフランスの映画である。脚本はジャック・フェデー監督とフランスの大衆作家であるシャルル・スパークとの共同執筆。フランス外人部隊を背景にしたロマンティックなドラマで、フランス映画における詩的リアリズムの好例となった。原題の Le Grand Jeu は「大きな賭け」を指す。
35年度キネマ旬報ベストテンで、外国映画２位。

## ストーリー
パリの若きビジネスマン、ピエール・マルテル（ピエール・リシャール＝ウィルム）は、恋人のフロランス（マリー・ベル）との贅沢な生活のせいで経済的に破綻し、破産してしまう。本国を追われた彼は、ピエール・ミュレールとして外人部隊に入隊し、ロシア人のニコラ（ジョルジュ・ピトエフ）をはじめとする他の不幸な過去を消したい男たちと共に、北アフリカでの新生活で絶望を紛らわそうとする。前線に出ていない時は、強欲で好色なクレマン（シャルル・ヴァネル）と、彼の悲しいほどに冷静な妻ブランシュ（フランソワーズ・ロゼー）が経営する安宿に泊まる。ブランシュは、客の運勢を占うトランプ占いをして時間を過ごしている。
ピエールは地元のバーで歌手兼娼婦として働くイルマ（マリー・ベル）に出会う。声と髪の色を除けば、かつての恋人フロランスと瓜二つであることに気づく。イルマは過去をあまり語らず、ピエールはかつての恋人の生まれ変わりとも言えるイルマにますます執着するようになる。二人はホテルで同棲するが、クレマンがイルマに迫ろうとした時、ピエールは揉み合いの末に彼を殺してしまう。ブランシュはピエールを庇って、それを事故に見せかける。
相棒の二コラは戦死し、ピエールは兵役を終えると、フランスで伯父の財産を相続したことを知り、イルマと共に新たな人生を歩む計画を立てようとするが。しかし、カサブランカへの出航前夜、ピエールは、裕福なアラブ人の愛人となった本物のフロランスと偶然再会し、イルマへの想いは打ち砕かれる。イルマを騙してフランスに単身帰国させた後、ピエールは外人部隊に再び入隊する。ブランシュのカードは、次の遠征で彼が勇敢な死を迎えることを予言。ピエールは笑いながら前線に向かい、ブランシュは暗然となるのであった。

## キャスト
- ピエール・マルテル/ピエール・ミュラー伍長（軍曹）：ピエール・リシャール＝ウィルム（フランス語版）
- フロランス - ピエールが富豪だった時の恋人：マリー・ベル
- イルマ - ピエールが外人部隊に入ってからの恋人：マリー・ベル（声はクロード・マーシー）
- クレマン - 安宿屋の手配師：シャルル・ヴァネル
- ブランシュ - 安宿屋の女主人、占い師：フランソワーズ・ロゼー
- ニコラ（ニコライ）・イワノフ - ピエールが外人部隊に入ってからの相棒：ジョルジュ・ピトエフ（フランス語版）
- 大佐 - ピエールの上官：カミーユ・ベール
- ベルナール・マルテル - ピエールの親戚：アンドレ・デュボスク
- ガスティン：ピエール・ラルケイ
- ドーヴィル - 踊り子：ライン・クレヴァーズ
- アジアーニ：ハリー・ネスター
- 船長：ピエール・ド・ギャンガン
- フェヌー：ルイ・フロランシー
- 居酒屋のオーナー：ピエール・ラブリー
- アイシューシュ：オルガ・ヴェルブリア

## 製作
ジャック・フェデー監督は1929年からハリウッドで活動していたが、1932年にMGMと新たな企画で合意に至らず、フランスへ帰国した。ハリウッドで実現しなかった最後の企画の一つが、ルイジ・ピランデルロ原作の『お気に召す儘』の映画化でグレタ・ガルボを監督することだった。フェデー監督はガルボの役の一部に別の声を与えることを提案した。フェデー監督はこの同じアイデアを本作で使用し、同じ女優が2つの異なる役を演じ、そのうちの1つに別の声を吹き替えることで、当惑させるようなドラマチックな効果を生み出した。
フロランス役にはマリー・ベルの生声が使われたが、イルマ役の吹き替えはクロード・マーシーが担当した。（マーシーはフランスでのグレタ・ガルボの映画の配給で定期的に彼女のセリフの吹き替えも行っていた。
フェデー監督はシャルル・スパークを脚本家として迎え、フランス領北アフリカの植民地世界を舞台にしたロマンティックなドラマを制作した。フェデー監督は、同様の素材を無声映画『女郎蜘蛛』でも描いている。主人公ピエール役には、当初シャルル・ボワイエを希望していたが、両者の意見の相違により、人気映画・舞台俳優のピエール・リシャール＝ウィルムを起用した。助演にはシャルル・ヴァネルとフェデー監督の妻フランソワーズ・ロゼーが名を連ねた。
この映画はパリのエピネ・スタジオとフランス領モロッコのアガディール周辺で撮影された。撮影は1933年秋に行われ、1934年5月に公開された。美術監督ラザール・メールソンによる雰囲気のある美術に加え、フェデー監督はいくつかのシーンをロケ撮影したいと考えていた。しかし、出演者とスタッフをモロッコに連れて行ったが、実際の外人部隊の協力は得られず、外人部隊の兵士たちが活動している様子や行進している様子を芝居としてではなく、ドキュメンタリーとして撮影せざるを得なかった
この映画およびフェデー監督の他の作品の助監督の一人はマルセル・カルネ監督で、彼の『霧の波止場』や『陽は昇る』などに、同様のロマンチックな宿命論、詩的リアリズムの雰囲気を醸し出されている。

## 評価
フランスで公開されると、この映画は大きな成功を収め、観客と批評家の両方から1934年のフランス映画の中で最高の作品の一つと評価された。優れた演出力に加え、吹き替え声優による二役というアイディアにも大きな反響がありました。同時代の映画評論家は次のように記しています。「『外人部隊』はトーキー登場以来、斬新なアイデアを用いた数少ない映画の一つです。この作品は、ある種の下品な残酷さがなければ、観客の興味を惹きつけるには十分ではなかったかもしれません。しかし、この作品は過度にロマンチックではありましたが、生身の人間を見ているかのような印象を受けました。…フェイダーの作品には稀有な真実味があり、それが常に作品の救いとなっています。そして、彼の描く下品な登場人物たちは、運命と死の奇妙な雰囲気を醸し出しています。」 同じ著者は、「このやや不条理なプロットから、フェイダーは深く人間味あふれる映画を作り上げました」と記している。
批評家たちはその後、より有名なシャルル・ヴァネルとフランソワーズ・ロゼーの脇役の貢献によって影が薄くなってしまった主役二人の演技に弱点を見つける傾向にあったが、植民地駐屯地の生き生きとした描写は引き続き印象に残っている
また現代では外人部隊の本質を捉えていないと言う批評もあり、映画評論家の佐藤忠男は「ロマンティックに死ぬことばかり考えて、その前に外人部隊が、より強力な武器で殺すであろう植民地住民のことなど、映画を作る方も見る方も念頭にはなかった」と記している。